# Physoloba granitata
Physoloba granitata är en fjärilsart som beskrevs av Fletcher 1953. Physoloba granitata ingår i släktet Physoloba och familjen mätare. Inga underarter finns listade i Catalogue of Life.